# Dekanat Santa Ana (archidiecezja Barranquilla)
Dekanat Santa Ana – jeden z 27 dekanatów rzymskokatolickiej archidiecezji Barranquilla w Kolumbii. 
Według stanu na styczeń 2017 w skład dekanatu Santa Ana wchodziło 8 parafii rzymskokatolickich. Urząd dziekana sprawował wówczas Padre Jaime de Jesús Ortega Guzmán, proboszcz parafii Matki Bożej Gromnicznej w Galapa. 

## Lista parafii
Źródło:
| Lp. | Miejscowość | Parafia                                                       | Grafika | Kościół                                                                | Adres                                  | Proboszcz                                  |
| --- | ----------- | ------------------------------------------------------------- | ------- | ---------------------------------------------------------------------- | -------------------------------------- | ------------------------------------------ |
| 1   | Galapa      | Parafia Matki Bożej Gromnicznej                               |         | Kościół Matki Bożej Gromnicznej w Galapa                               | Cra. 18 #12—10 Galapa                  | ks. Jaime de Jesús Ortega Guzmán (dziekan) |
| 2   | Galapa      | Parafia Najświętszej Maryi Panny Królowej Wszystkich Świętych |         | Kościół Najświętszej Maryi Panny Królowej Wszystkich Świętych w Galapa | Calle 2 61-103 Villa Olímpica (Galapa) | ks. Esteban Alfonso Visbal Echeverría      |
| 3   | Baranoa     | Parafia św. Anny                                              |         | Kościół św. Anny w Baranoa                                             | Calle 16A #19—57, Baranoa              | ks. Marco Fidel Mesa Valencia              |
| 4   | Baranoa     | Parafia św. Łucji                                             |         | Kościół św. Łucji w Baranoa                                            | Calle 14 #13—183, Baranoa              | ks. Diego Orozco Gálvis                    |
| 5   | Atlántico   | Parafia Niepokalanego Poczęcia Najświętszej Maryi Panny       |         | Kościół Niepokalanego Poczęcia Najświętszej Maryi Panny w Atlántico    | Calle 6A 12-91. Campeche, Atlántico    | ks. Nilson Hernández Fajardo               |
| 6   | Usiacuri    | Parafia św. Dominika Guzmana                                  |         | Kościół św. Dominika Guzmana w Usiacuri                                | Calle 14 #15A-4 Usiacuri               | ks. Adolfo Mario Solano De las Aguas       |
| 7   | Polonuevo   | Parafia św. Luisa Beltrána                                    |         | Kościół św. Luisa Beltrána w Polonuevo                                 | Calle 3 #4—10, Polonuevo               | ks. Wilder José De la Hoz Garizábalo       |
| 8   | Baranoa     | Parafia św. Heleny                                            |         | Kościół św. Heleny w Baranoa                                           | Barrio Góngora (Baranoa)               | ks. Carlos Alberto Hernández Arango        |